# Stauning
 For alternative betydninger, se Stauning (flertydig). (Se også artikler, som begynder med Stauning)
Stauning er en by i Vestjylland med 334 indbyggere  (2025), beliggende i Stauning Sogn ved Ringkøbing Fjord, otte kilometer vest for Skjern. Byen ligger i Ringkøbing-Skjern Kommune og hører til Region Midtjylland.
I Stauning ligger Stauning Kirke med tilhørende præstegård fra 1789. I Stauning er der et børnehus med vuggestue, børnehave og en integreret fritidsordning, som er bygget sammen med skolen. Skolen har børn til og med 6. klassetrin. Stauning har også en købmandsbutik, der er renoveret af frivillige ildsjæle i byen.
I 2021 var Stauning det sted i Ringkøbing-Skjern Kommune, der havde størst tiltrækningskræft hos småbørnsfamilier. Antallet af børn mellem 0 - 5 år steg med 12,8% i 2021.
Fem kilometer nord/vest for Stauning ligger Stauning Lufthavn, hvor Danmarks Flymuseum holder til. Få kilometer syd for byen ligger Danmarks ældste whiskydestilleri, Stauning Whisky.

## Landsbyprisen 2020
I 2020 vandt Stauning Landsbyprisen.  Begrundelsen for at give Stauning landsbyprisen er blandt andet, at byen er med til at vise vejen for, hvordan et lokalsamfund kan arbejde med økonomisk og social bæredygtighed. Borgerne i Stauning har selv formået at igangsætte og gennemføre en række projekter, f.eks. renovering af købmandsbutik, udvidelse af friplejehjem, etablering af ladestander til el-cykler, jazzfestival m.m.

## Ringkøbing Fjord Jazz Festival
Siden 2010, med undtagelse af 2020 og 2021 (pga. coronavirus), er der afholdt Ringkøbing Fjord Jazz Festival. Under jazzfestivalen bliver Stauning Havn omdannet til en jazz-by med mindst 30 bands på programmet. Til lejligheden er der indsat en speciel jazz-bus, der kører i pendulfart mellem Ringkøbing, Velling, Lem, Dejbjerg, Stauning, Tarm og Skjern. Festivalen besøges af op mod 5000 gæster i løbet af de tre dage, som festivalen strækker sig over.
Festivalen afholdes hvert år fra torsdag til lørdag i den anden weekend af august.

## Stauning Havn
Efter etablering af Hvide Sande kanalen omkring 1910, at fiskeriet begyndte at udvikle sig til et egentligt bundgarnsfiskeri. Stauning havn er i sin nuværende udformning anlagt i 1937. Men helt tilbage til oldtiden har der uden tvivl side om side med landbruget været drevet fjordfiskeri i Stauning.
Indtil 1936 fiskede stauningboerne mest ved å-mundingen, hvor de fangede helt, flyndere, ål og laks. Fra Stauning blev der fra 1800-tallet eksporteret fisk til Holland og Tyskland. I nærheden af Toldhuset i den sydlige del af sognet lå et ishus med is til nedkøling af fangsten. Fiskene blev i begyndelsen pakket i riskurve. Senere kom de i fiskekasser og blev kørt til stationen i Skjern og med banen sendt til udlandet.
Der var tidligere tre landingspladser, som i l930'erne blev afløst af den nuværende Stauning havn, der således hører til de nyere fiskerihavne ved Ringkøbing Fjord. I dag er havnen næsten udelukkende fritids havn for fritidsfiskere og jægere. Kun to erhvervsfiskere er tilbage. Alligevel har havnen bevaret en del af sit oprindelige miljø. Havnens mange bådpladser og de omkringliggende redskabsskure og jagthytter udgør sammen med restaurant, slæbested, kran og bådhus - et meget attraktivt miljø med mange historiske elementer.
En rigtig naturperle og et samlingssted ikke alene for fiskere og jægere, men også for hele lokalbefolkningen og besøgende turister.